# هيروكي يوكوياما
هيروكي يوكوياما (باليابانية: 横山大希) هو متزلج على مسار قصير ياباني، ولد في 18 فبراير 1994 في كوبه في اليابان.

## وصلات خارجية
- هيروكي يوكوياما على موقع ShortTrackOnLine.info (الإنجليزية)
- هيروكي يوكوياما على موقع أوليمبيديا (الإنجليزية)